# Vindonnus
Vindonnus war in der keltischen Mythologie der Name einer Sonnen- und Heil-Gottheit, die nach der Interpretatio Romana mit Apollon gleichgesetzt wurde.

## Mythologie und Etymologie
Vindonnus ist ein keltischer Namenszusatz des Sonnengottes, in der griechischen und römischen Mythologie Apollo(n) genannt, in Gallien Belenus.
In Essarois bei Châtillon-sur-Seine im Burgund wurde ein Tempel des Apollo Vindonnus gefunden, in dem eine Heilquelle entspringt. An den erhaltenen Fundamentresten waren drei Inschriften zu sehen, in denen der Gott und die Quelle gepriesen werden. Darüber ist ein strahlenumkränztes (Sonnen-)Götterbildnis zu erkennen. In der Quelle deponierte Votivgaben hatten die Form von Händen mit Früchten oder anderen Körperteilen; auch Dankesinschriften für Augenheilung wurden vorgefunden.
Der Name Vindonnus wird aus der erschlossenen proto-indogermanischen Wurzel *windo- („weiß“) und der lateinischen Endung -us als „der weiße Gott“ erklärt.